# Первая встреча, последняя встреча
«Первая встреча, последняя встреча» — советский художественный фильм-детектив 1987 года, снятый режиссёром Виталием Мельниковым на киностудии «Ленфильм».

## Сюжет
Странные события разворачиваются в Петербурге в Рождественскую неделю накануне нового 1914 года. К недоучившемуся студенту-юристу Петру Григорьевичу Чухонцеву, пробующему свои силы на поприще частного сыска, обращается инженер Куклин, изобретатель, опасающийся за свою жизнь. Вскоре Куклин погибает именно так, как он предвидел. 
Полиция видит в его смерти самоубийство, а работу детектива Чухонцева считает неразрешённой, а следовательно — запрещённой.
Чухонцев приходит к выводу, что следы убийства Куклина ведут к владельцу «Выставки механических курьёзов» некоему Шольцу, по дешёвке скупающему имеющие военное значение изобретения непризнанных русских гениев, чтобы затем передать их другому немецкому шпиону, консулу германского посольства Зигфриду Гею.  
На Гея работает и польская красавица, певица-примадонна кафешантана, которая по его заданию обольщает Петра с целью прекращения расследования убийства Куклина.
Власти города, недовольные вмешательством Чухонцева в государственную политику (обеспокоенность его слежкой за посольством Германии выказывает сам немецкий посол), собираются выслать его за пределы Петербурга. 
Неожиданно на помощь Петру Чухонцеву приходит бывший сыщик Погилевич.

## В ролях
- Михаил Морозов — Пётр Чухонцев
- Гражина Шаполовская — Ванда, певица кафешантана
- Олег Ефремов — изобретатель Занзевеев
- Борис Плотников — изобретатель Куклин
- Юрий Богатырёв — майор Зигфрид Гей
- Сергей Шакуров — некто Шольц
- Михаил Кононов — бывший сыщик Погилевич
- Николай Крючков — пристав
- Иннокентий Смоктуновский — чин из контрразведки
- Леонид Куравлёв — граф
- Сергей Мигицко — поручик Бобрин
- Ольга Машная — горничная Ванды
- Станислав Соколов — шпик
- Айн Лутсепп[англ.] — шофёр
- Гали Абайдулов — конферансье из Колизеума

## Съёмочная группа
- Автор сценария — Владимир Валуцкий
- Режиссёр-постановщик — Виталий Мельников
- Оператор-постановщик — Юрий Векслер
- Композитор — Тимур Коган